# Скотт Коутон
Скотт Коутон (англ. Scott Cawthon; нар. 4 червня 1978, Х'юстон, Техас) — американський розробник відеоігор, творець популярної серії ігор Five Nights at Freddy's та сценарист фільму П'ять ночей у Фредді (2023).

## Біографія
Народився 1978 у місті Г'юстон (США). Зайнявся створенням відеоігор задовго до Five Nights at Freddy's.
Є християнином, почав кар’єру в розробці ігор, створюючи за власні гроші християнські пригодницькі ігри. Перша гра називалася Iffermoon. У 1996 році він навчався в Інституті мистецтв Х’юстона, де навчився створювати комп’ютерну графіку, і сам навчився розробляти ігри за допомогою Clickteam Fusion. Член групи християнських художників, відомої як Hope Animation, Котон також знімав анімаційні християнські фільми.
У 2007 році він виклав на YouTube анімований ролик під назвою The Pilgrim's Progress. Анімація в цьому ролику була переказом однойменного роману Джона Буньяна. Пізніше Скотт виклав ще 7 роликів за цим романом.
Після релізу The Pilgrim's Progress, Скотт створив кілька відеоігор таких як Sit 'N Survive і Chipper and Sons Lumber Co. Деякі з цих ігор були представлені в сервісі Steam. Однак, ці ігри (особливо Chipper and Sons Lumber Co.) зазнали суворої критики за те, що герої в них нагадували роботів. Майже повністю відмовившись від розробки ігор, Скотт створює ще одну гру. Він вирішує використовувати недоліки моделей на свою користь. Це послужило поштовхом для створення гри про аніматроніків.
2013 року Коутон опублікував сімейну гру Chipper & Sons Lumber Co. на Steam Greenlight. В грі з'явилися антропоморфні тварини, зокрема, гравець керував бобром. Гра не отримала великого успіху. Критики, зокрема Джим Стерлінг, вважали, що персонажі були «дивно моторошними» та нагадували страшну аніматроніку.
Фінансове становище Коутона та різка критика Chipper & Sons призвели його до стану депресії. Він вважав, що змарнував життя, ставши розробником ігор, і намагався займатися іншими професіями. Після того, як страхова компанія отримала від лікаря Коутона дані про його думки щодо суїциду, його поліс на страхування життя було анульовано. Врешті Котон вирішив створити щось страшне, це стало поштовхом для серії дитячих ігор Five Nights at Freddy's.

### Five Nights at Freddy's
13 червня 2014 року Скотт створює сторінку гри Five Nights at Freddy's 1 в Steam. Трейлер гри було випущено 14 липня 2014 року, а вже 20 липня демоверсія гри стає доступною на IndieDB. 20 серпня Five Nights at Freddy's 1 стає доступна в Steam за $9.99. Гру добре сприйняли критики, вона стала базою для створення величезної кількості відео на YouTube. Після успіху Five Nights at Freddy's 1 Скотт вирішує не відмовлятися від розробки ігор і створити продовження. 10 листопада 2014 року він випускає гру Five Nights at Freddy's 2, а 2 березня 2015 року Five Nights at Freddy's 3.
27 квітня 2015 року Скотт анонсував вихід Five Nights at Freddy's 4 на хеловін опублікувавши перший тизер гри на своєму сайті. Пізніше гра вийшла 24 липня 2015 року. Скотт згодом пояснив своє рішення у інтерв'ю блогеру британському блогеру Dawko тим, що гра на момент літа 2015 року була вже готовою, і він не міг заставляти фанатів чекати. 
Скотт офіційно дозволив кінокомпанії Warner Brothers створити екранізацію оригінальної гри Five Nights at Freddy's 1. Також на сайті Скотта scottgames.com був тизер із прощанням аніматроніків, але як виявилося тизер почав часто оновлюватися й аніматроніки були змінені на мультяшних. Отже, з'ясувалося, що всі секретні аніматроніки насправді існували. Пізніше Скотт пояснив, що хоче створити RPG гру під назвою FNAF World. У жовтні 2016 Скотт анонсував FNAF: Sister Location. 5 грудня 2017 в Steam з'явилася гра Freddy Fazbear's Pizzeria Simulator з прямим натяком на повне завершення історії та випуску серії ігор FNAF. 27 червня вийшла демоверсія Ultimate Custom Night, або UCN. Вона є найскладнішою грою у всесвіті ігор FNAF.
28 травня 2019 року Скотт випустив Five Nights at Freddy's VR: Help Wanted, гра доступна на PC і Playstation 4 за $29,99.
16 грудня 2021 року Скотт випустив за його словами останню гру Five Nights at Freddy's: Security Breach з незвичним для гравців сюжетом. Скотт кілька переносив реліз, випустивши гру-файтинг Security Breach: Fury's Rage, щоб не образити фанатів. Після виходу основної гри, Скотт заявив про плани покинути індустрію і провести більше часу зі своїми дітьми.

## Медіа

### Фільмографія
- College Wheels (1995)
- Birdvillage (2001)
- Birdvillage Beak's Vacation (2001)
- Birdvilage Beak's Snowball Fight (2001)
- Birdvillage Secound Nest (2002)
- A Mushsnail Tale (2003)
- Return To Mushsnail: The Legend of The Snowmill (2003)
- Return To Mushsnail: The Legend of The Snowmill Bloopers (2003)
- Noah's Ark: Story of The Biblical Flood (2004)
- A Christmas Journey: About the Blessings God Gives (2006)
- Chiristmas Symbols (2006)
- The Pilgrim's Progress (2007)
- Bible Plays series (2010)
- Rock 'N learn (2010)
- The Jesus Kids 'Club (2010)
- Five Nights at Freddy's (2023)

### Ігри
| Назва                                                   | Дата випуску  |
| ------------------------------------------------------- | ------------- |
| RPG Max                                                 | 2002          |
| Legacy of Flan                                          | 2003          |
| Lost Island                                             | 2003          |
| Elemage                                                 | 2003          |
| Mega Knight                                             | 2003          |
| Dank Knight                                             | 2003          |
| Dino Stria                                              | 2003          |
| Phantom Core                                            | 2003          |
| War                                                     | 2003          |
| Gunball                                                 | 2003          |
| Stellar Gun                                             | 2003          |
| Ships of Chaos                                          | 2003          |
| Legacy of Flan 2: Flans Online                          | 2003          |
| Legacy of Flan 3: Storm of Hades                        | 2003          |
| RPG Max 2                                               | 2003          |
| Flanville                                               | 2004          |
| Junkyard Apocalypse                                     | 2004          |
| Moon Minions                                            | 2004          |
| Flanville 2                                             | 2005          |
| Metroid: Ripped Worlds                                  | 2005          |
| Legend of White Whale                                   | 2005          |
| Chup's Quest                                            | 2005          |
| The Misadventures of Sigfreid The Dark Elf              | 2006          |
| Bogart                                                  | 2006          |
| Bogart 2: Return of Bogart                              | 2006          |
| Weird Colony                                            | 2007          |
| M.O.O.N.                                                | 2007          |
| Legacy of Flan 4: Flan Rising                           | 2007          |
| The Desolate Room                                       | 2007          |
| Iffermoon                                               | 2008          |
| The Powermon Adventure                                  | 2011          |
| Doomsday Picnic                                         | 2011          |
| Slumberfish!                                            | 2011          |
| Slumberfish!: Catching Z's                              | 2011          |
| Cropple                                                 | 2013          |
| Forever Quester                                         | 2013          |
| Golden Galaxy (гра видалена з Google Play)              | 2013          |
| 20 Useless Apps                                         | 2013          |
| Slumberfish!                                            | 2013          |
| Aquatic Critters Slots                                  | 2013          |
| Bad Waiter Tip Calculator                               | 2013          |
| Mafia! Slot Machine                                     | 2013          |
| Pimp My Dungeon                                         | 2013          |
| Platinum Slots Collection                               | 2013          |
| Scott's Fantasy Slots                                   | 2013          |
| Spooky Scan                                             | 2013          |
| Vegas Fantasy Jackpot                                   | 2013          |
| Vegas Fantasy Slots                                     | 2013          |
| Vegas Wild Slots                                        | 2013          |
| Fart Hotel                                              | 2014          |
| Pogoduck                                                | 2014          |
| Gemsa                                                   | 2014          |
| 8-Bit RPG Creator (гра видалена з Google Play)          | 2014          |
| Shell Shatter                                           | 2014          |
| Chubby Hurdles                                          | 2014          |
| Sit 'N Survive (гра видалена з Google Play)             | 2014          |
| Kitty in the Crowd                                      | 2014          |
| Bible Story Slots                                       | 2014          |
| Dark Prisms                                             | 2014          |
| Hawaiian Jackpots                                       | 2014          |
| Jumbo Slots Collection                                  | 2014          |
| Magnum Slots Collection                                 | 2014          |
| V.I.P. Woodland Casino                                  | 2014          |
| Fighter Mage Bard                                       | 2014          |
| Use Holy Water!                                         | 2014          |
| There Is No Pause Button! (гра видалена з Google Play)  | 2014          |
| Rage Quit (гра видалена з Google Play)                  | 2014          |
| Chipper and Sons Lumber Co (гра видалена з Google Play) | 2014          |
| The Desolate Hope                                       | 2014          |
| Five Nights at Freddy's 1                               | 2014          |
| Five Nights at Freddy's 2                               | 2014          |
| Five Nights at Freddy's 3                               | 2015          |
| Five Nights at Freddy's 4                               | 2015          |
| FNaF World                                              | 2016          |
| Five Nights at Freddy's: Sister Location                | 2016          |
| Doofas                                                  | 2017          |
| Freddy Fazbear's Pizzeria Simulator                     | 4 грудня 2017 |
| Ultimate Custom Night                                   | 2018          |
| Five Nights at Freddy's VR: Help Wanted                 | 2019          |
| Five Nights at Freddy's AR: Special Delivery            | 2019          |
| Freddy in Space 2                                       | 2019          |
| Five Nights at Freddy's: Into Madness                   | 2021          |
| Five Nights at Freddy's: Security Breach                | 2021          |

###### Скасовані
- The Desolate Abandon[13]

### Книги
| Назва                                                      | Публікація |
| ---------------------------------------------------------- | ---------- |
| Five Nights at Freddy's: The Silver Eyes                   | 2015       |
| Five Nights at Freddy's: The Twisted Ones                  | 2017       |
| Five Nights at Freddy's: The Freddy Files                  | 2017       |
| Five Nights at Freddy's: Survival Logbook                  | 2017       |
| Five Nights at Freddy's: The Fourth Closet                 | 2018       |
| Five Nights at Freddy's: The Freddy Files. Updated Edition | 2019       |
| Five Nights at Freddy's: Fazbear Frights. Into the Pit     | 2019       |
| Five Nights at Freddy's: Fazbear Frights. Fetch            | 2020       |

### Інші
- The Freddy Files (2017)
- Survival Logbook (2017)
- The Freddy Files: Updated Edition (2019)